# Mimetita
La mimetita és un mineral de la classe dels arsenats. Rep el seu nom del grec mimethes, que vol dir "imitador". El nom és una referència a la seva semblança a la piromorfita. Aquesta semblança no és casual, ja que la mimetita forma una sèrie amb la piromorfita (PB₅(PO₄)₃Cl) i la vanadinita (PB₅(VO₄)₃Cl), dels quals és isostructural. És l'anàleg Pb₅ de l'hedifana. La mimetita és el polimorf hexagonal de la mimetita-M i la mimetita-2M. Pertany al grup de l'apatita.
Segons la classificació de Nickel-Strunz la mimetita pertany a «08.BN - Fosfats, etc. amb anions addicionals, sense H₂O, només amb cations de mida gran, (OH, etc.):RO₄ = 0,33:1» juntament amb els següents minerals: aradita, magganasita, fluorpiromorfita, fluorsigaiïta, fluoralforsita, alforsita, belovita-(Ce), clorapatita, johnbaumita-M, fluorapatita, hedifana, hidroxilapatita, johnbaumita, morelandita, piromorfita, fluorstrofita, svabita, turneaureïta, vanadinita, belovita-(La), deloneïta, fluorcafita, kuannersuïta-(Ce), hidroxilapatita-M, fosfohedifana, hidroxilpiromorfita, estronadelfita, fluorfosfohedifana, carlgieseckeïta-(Nd), vanackerita, miyahisaïta, pieczkaïta, hidroxilhedifana, pliniusita, parafiniukita, arctita, krügerita i goryainovita.

## Formació
La mimetita és un clorur de plom que es forma com a mineral secundari en dipòsits de plom, generalment mitjançant l'oxidació de la galena i l'arsenopirita, així com en altres entorns on el plom i l'arsènic es presenten junts. Alguns minerals associats són: wulfenita, vanadinita, smithsonita, mottramita, malaquita, limonita, leadhil·lita, hemimorfita, descloizita, cerussita, caledonita, bayldonita i anglesita.

## Usos
Industrialment, la mimetita és un mineral de plom de menor importància. El seu principal ús és com a exemplar de col·lecció, ja que sovint mostra atractives crostes botrioidals a la superfície de la mostra. Tot i que la mimetita també es troba en formes cristal·lines prismàtiques, no s'empra com una pedra preciosa per la seva tovor.

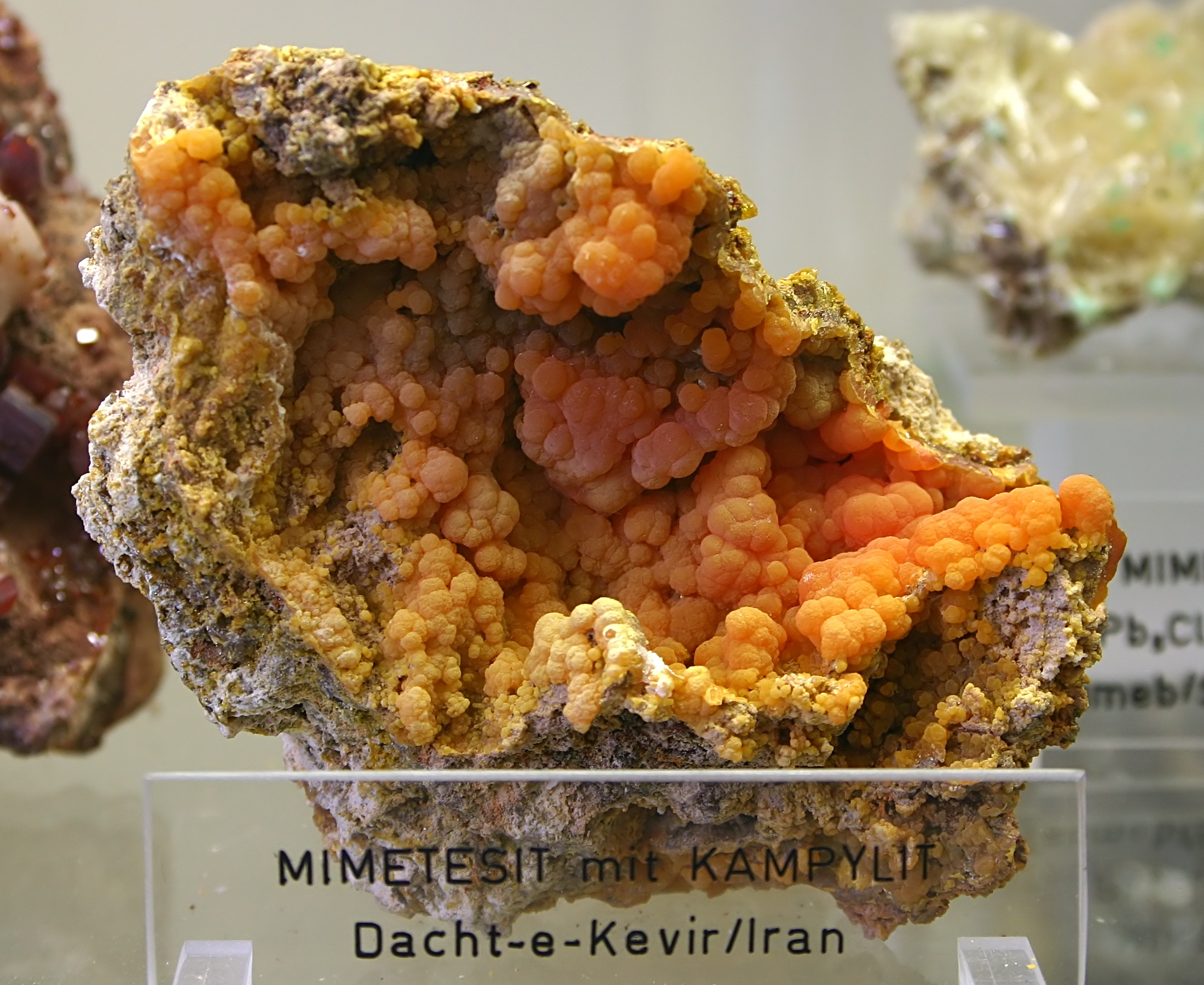
Campilita de l'Iran

## Varietats
La bellita i la cromomimetita són varietats amb diferents continguts de crom, la calciomimetita, o nuissierita, és una varietat en què el calci reemplaça al plom a la fórmula química de la mimetita, i la vanadimimetita o mimetita vanadinífera és la varietat que conté vanadi. La campilita és una varietat que forma cristalls en forma de barril, i que rep el seu nom del grec kampe (corvat) i lithos (pedra). La prixita se'n diu que és un arsenat hidratat de plom.